# Wudong, Fujian
Wudong är en köping i sydöstra Kina. Den ligger i Wuping härad i staden Longyan i provinsen Fujian, omkring 320 kilometer väster om provinshuvudstaden Fuzhou. Antalet invånare är 15 091. Befolkningen består av 7 778 kvinnor och 7 313 män. Barn under 15 år utgör 17,0 %, vuxna 15-64 år 63 %, och äldre över 65 år 18,0 %.